# Antoniew (gmina Sochaczew)
Antoniew – wieś w Polsce, położona w województwie mazowieckim, w powiecie sochaczewskim, w gminie Sochaczew.
W latach 1975–1998 miejscowość administracyjnie należała do województwa skierniewickiego.